# Medaglia Carl Sagan
La medaglia Carl Segan (in inglese Carl Sagan Medal o per esteso Carl Sagan Medal for Excellence in Public Communication in Planetary Science) è un riconoscimento onorifico assegnato dalla Divisione per le scienze planetarie della American Astronomical Society a planetologi i cui sforzi volti alla divulgazione scientifica abbiano contribuito significativamente alla comprensione del pubblico delle scienze planetarie suscitando entusiasmo.

## Cronotassi dei premiati
- 1998 - William Hartmann
- 1999 - Clark Chapman
- 2000 - Larry Lebofsky
- 2001 - André Brahic
- 2002 - Heidi Hammel
- 2003 - non assegnata
- 2004 - David Morrison
- 2005 - Rosaly Lopes
- 2006 - David Grinspoon
- 2007 - non assegnata
- 2008 - G. Jeffrey Taylor
- 2009 - Steven Squyres
- 2010 - Carolyn Porco
- 2011 - James F. Bell, III
- 2012 - Patrick Michel
- 2013 - Donald K. Yeomans
- 2014 - Guy Consolmagno
- 2015 - Daniel D. Durda
- 2016 - Yong-Chun Zheng
- 2017 - Megan Schwamb e Henry Throop
- 2018 - Bonnie Buratti
- 2019 - Carrie Nugent
- 2020 - Ray Jayawardhana
- 2021 - Nicolle Zellner e Adam Frank
- 2022 - Caleb Scharf
- 2023 - Tracy Becker